# Literatura polonesa
La literatura polonesa és aquella literatura escrita en polonès i els seus dialectes en sòl polonès des de l'edat mitjana, per bé que també inclou textos escrits en altres idiomes.
La literatura polonesa també inclou obres creades fora del territori de la moderna Polònia per escriptors de parla polonesa.
La major part de la literatura polonesa ha estat escrita en polonès, tot i que altres llengües utilitzades a Polònia al llarg dels segles també han contribuït a les tradicions literàries poloneses, incloent el llatí, jiddisch, lituà, ucraïnès, belarús, alemany i esperanto. D'acord amb Czesław Miłosz, durant segles la literatura polonesa es va centrar més en el drama i en la pròpia expressió de la poesia que en la ficció (dominant en el món de parla anglesa). Les raons van ser múltiples, però sobretot es van centrar en les circumstàncies històriques de la nació. Els escriptors polonesos solen tenir un rang més profund d'opcions per motivar-los a escriure, incloent-hi els cataclismes històrics de violència extraordinària que van escombrar Polònia (com a cruïlla d'Europa); sinó també les pròpies incongruències col·lectives poloneses que reclamen una reacció adequada de les comunitats d'escriptors de qualsevol període determinat.
El període de la Il·lustració a Polònia va començar en la dècada de 1730 i 40 i va arribar al seu punt màxim en la segona meitat del segle xviii. Entre els principals autors de la Il·lustració polonesa s'inclouen Ignacy Krasicki (1735–1801) and Jan Potocki (1761–1815). El romanticisme polonès, a diferència del romanticisme a Europa, fou en gran manera un moviment d'independència contra l'ocupació estrangera. Els primers romàntics polonesos van ser fortament influïts per altres romàntics europeus. Entre els escriptors notables s'hi nclouen Adam Mickiewicz, Seweryn Goszczyński, Tomasz Zan i Maurycy Mochnacki. En el segon període, molts romàntics polonesos van treballar a l'estranger. Alguns dels poetes més influents foren Adam Mickiewicz, Juliusz Słowacki i Zygmunt Krasiński.
Arran del fallit aixecament de gener, el nou període de positivisme polonès va començar a advocar per l'escepticisme i l'exercici de la raó. El període modernista, conegut com a moviment "Jove Polònia" en les arts visuals, la literatura i la música polonesa va començar a existir cap a 1890 i va concloure amb la recuperació de la independència polonesa (1918). Entre els autors més notables d'aquest període es poden esmentar Kazimierz Przerwa-Tetmajer, Stanisław Przybyszewski i Jan Kasprowicz. L'època neorromàntica resta exemplificada per les obres de Stefan Żeromski, Władysław Reymont, Gabriela Zapolska, i Stanisław Wyspiański. El 1905 Henryk Sienkiewicz rebé el Premi Nobel de Literatura pels seus mèrits excepcionals com a escriptor èpic, la qual cosa inspirava un nou sentit d'esperança. La literatura de la Segona República Polonesa (1918-1939) engloba un període curt, tot i que excepcionalment dinàmic, en la consciència literària polonesa. La realitat sociopolítica canvia radicalment amb la recuperació de la independència a Polònia. Els nous escriptors avantguardistes inclouen Tuwim, Witkacy, Gombrowicz, Miłosz, Dąbrowska i Nałkowska.
En els anys de l'ocupació alemanya de Polònia (1939-1945) i la invasió soviètica de Polònia, tota la vida artística es va veure molt compromesa. Es van perdre les institucions culturals. De les més de 1.500 publicacions clandestines a Polònia, uens 200 es van dedicar a la literatura.
Gran part de la literatura polonesa escrita durant l'ocupació de Polònia només va poder ser impresa després de la finalització de la Segona Guerra Mundial, incloent llibres de Nałkowska, Rudnicki, Borowski i altres. La situació començà a empitjorar dramàticament entre 1949 i 1950 amb la introducció del realisme socialista a Polònia per part del ministre Sokorski. Polònia va tenir tres autors guanyadors del Premi Nobel a les darreries del segle XX: Isaac Bashevis Singer (1978), Czesław Miłosz (1980) i Wisława Szymborska (1996).

## Edat mitjana
Gairebé no ha sobreviscut res de la literatura polonesa abans de la cristianització del país el 966. Els habitants pagans de Polònia tenien, certament, una literatura oral que s'estenia a les cançons, llegendes i creences eslaves, però els primers escriptors cristians no van considerar-la digne d'esment en el llatí obligatori, per la qual cosa ha perit.

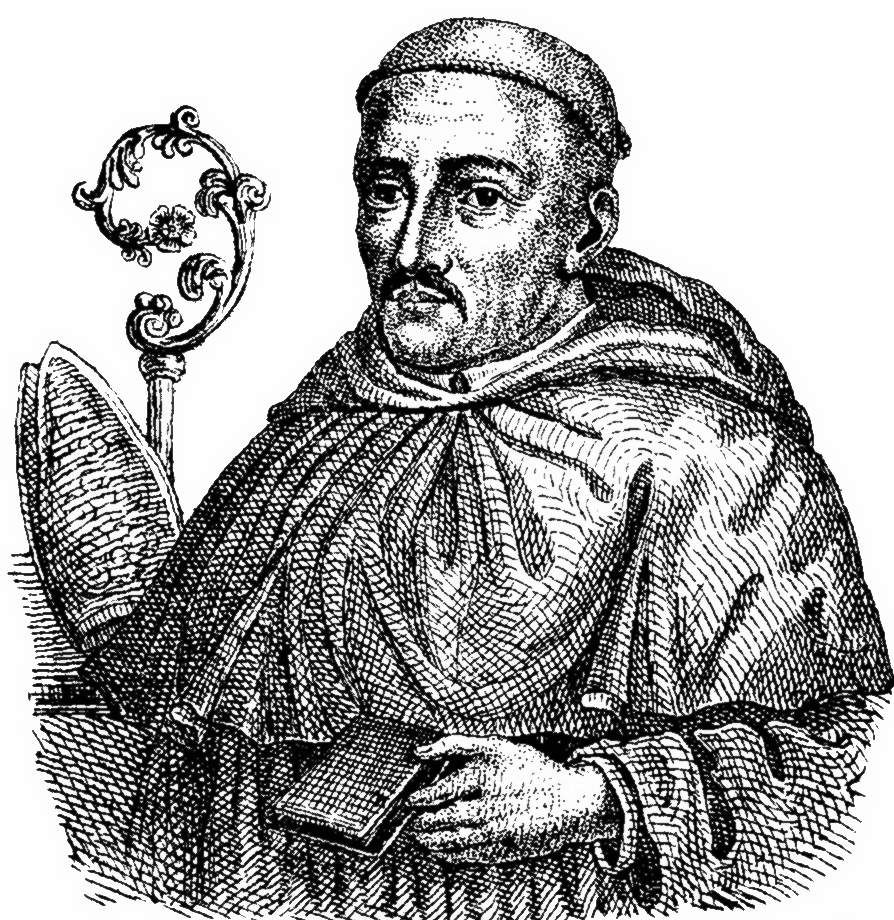
Wincenty Kadłubek

Dintre de la tradició literària polonesa, s'acostumen a incloure obres que han tractat sobre Polònia, tot i que no estiguin escrites pels polonesos ètnics. Aquest és el cas de Gallus Anonymus, el primer historiador que va descriure Polònia en la seva obra titulada Cronicae et gesta ducum sive principum Polonorum (“Fets dels prínceps dels polonesos”), composta en sofisticat llatí. Gallus era un monjo estranger que acompanyava el rei Boleslau III el Bocatorta en el seu retorn d'Hongria a Polònia. La tradició important de la historiografia polonesa va ser continuada per Wincenty Kadłubek, un bisbe de Cracòvia del segle xiii de Cracòvia, així com per Jan Długosz, un sacerdot polonès i secretari del bisbe Zbigniew Oleśnicki.

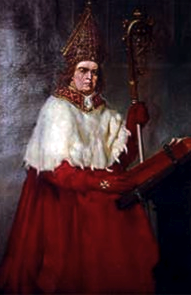
Zbigniew Oleśnicki

La primera oració registrada en polonès diu: "Day ut ia pobrusa, a ti poziwai" ("Deixeu-me moldre i descanseu") — una paràfrasi del llatí "Sine, ut ego etiam molam." L'obra en què apareix aquesta frase, reflecteix la cultura de l'antiga Polònia. La frase va ser escrita en la crònica en llatí titulada Liber fundationis entre 1269 i 1273, una història del monestir cistercenc a Henryków, Silèsia. Va ser gravat per un abat conegut simplement com a Piotr (Pere), referint-se a un esdeveniment de gairebé un centenar d'anys abans. La frase fou suposadament pronunciada per un colon de Bohèmia, Bogwal ("Bogwalus Boemus"), un vassall de Boleslau l'Alt, on expressa compassió per la seva pròpia esposa que "molt sovint es quedava molent gra amb una pedra de molta. " Les primeres obres poloneses medievals en llatí i en polonès antic inclouen el més antic manuscrit existent de prosa fina en llengua polonesa titulat Sermons de la Santa Creu polonès: Kazania świętokrzyskie, així com la més antiga "Bíblia de la Reina Zofia" en polonès i la Crònica de Jan de Czarnków del segle xiv, per no parlar del Puławy Psalter.
La majoria dels primerencs textos en polonès vernacle foren fortament influïts per la literatura sacra llatina. Entre aquests es poden esmentar Bogurodzica (Mare de Déu), un himne en lloança de la Verge Maria, redactat al segle xv, tot i que popular almenys un segle abans. Bogurodzica va servir com a himne nacional. Va ser un dels primers textos reproduïts en polonès en una impremta; com també ho fou la "Conversa de Mestre Policarp amb la mort" (Rozmowa mistrza Polikarpa ze śmiercią).
A principis dels anys 1470, Kasper Straube va crear a Cracòvia una de les primeres cases d'impressió de Polònia. En 1475 Kasper Elyan de Głogów va crear una impremta a Breslau (Wrocław), Silèsia. Vint anys més tard, Schweipolt Fiol va fundar a Cracòvia la primera impremta ciríl·lica, per als jerarques de l'Església Ortodoxa. Els textos més notables produïts en aquest període inclouen el "Breviari de Sant Florià", imprès parcialment en polonès a finals del segle xiv; Statua synodalia Wratislaviensia (1475): una col·lecció impresa d'oracions poloneses i llatines; així com la Crònica de Jan Długosz del segle xv i el seu Catalogus archiepiscoporum Gnesnensium.

## Renaixement
Amb l'arribada del Renaixement, la llengua polonesa va ser finalment acceptada en igualtat de condicions amb el llatí. La cultura i l'art polonesos van florir sota la dominació dels Jagellons, i molts poetes i escriptors estrangers es van establir a Polònia, i amb ells portaren noves tendències literàries. Entre aquests escriptors s'inclouen Filip Kallimach (Filippo Buonaccorsi) i Conrad Celtis. Molts escriptors polonesos estudiaren a l'estranger, i a l'Acadèmia de Cracòvia, que es va convertir en un brou de cultiu per a noves idees i corrents. El 1488 es va fundar a Cracòvia la primera societat literària del món, la Sodalitas Litterarum Vistulana ("Societat Literària del Vístula"). Entre els seus membres més destacats es troben Conrad Celtis, Albert Brudzewski, Filip Kallimach i Laurentius Corvinus.
Un escriptor polonès que va utilitzar el llatí com a principal vehicle d'expressió fou Klemens Janicki (Ianicius), que es va convertir en un dels poetes llatins més notables de la seva època i fins i tot fou nomenat poeta llorejat per part del Papa Pau III. Altres escriptors com Mikołaj Rej,i Jan Kochanowski, van establir les bases per a la llengua literària polonesa i la gramàtica polonesa moderna. El primer llibre escrit íntegrament en polonès va aparèixer en aquest període: fou un llibre de pregàries de Biernat de Lublin (ca. 1465 - després de 1529) anomenat Raj duszny (Hortulus Animae, Edèn de l'Ànima), imprès a Cracòvia el 1513 en una de les primeres impremtes de Polònia, gestionada per Florian Ungler (originari de Baviera).

### Autors destacats
- Mikołaj Rej
- Andrzej Krzycki
- Andrzej Frycz Modrzewski
- Jan Kochanowski
- Johannes Dantiscus

Mikołaj Sęp Szarzyński (c.1550 - c.1581) és considerat el poeta final del Renaixement polonès i precursor del Barroc. Va escriure sonets lírics i elegies d'alta intensitat. Els seus temes són la transició, la mort i el pecat. Es creu que gran part de la seva obra es va perdre.
| - Mikołaj Hussowczyk (1480?–1533?) - Andrzej Krzycki (1482–1537) - Johannes Dantiscus (1485–1548) - Jan Łaski (1499–1560), Communae Poloniae Regni privilegium - Andrzej Frycz Modrzewski (1503–1572), De Republica emendanda - Mikołaj Rej (1505–1569), Krótka rozprawa... - Klemens Janicki (Ianicius, 1516–1542) | - Łukasz Górnicki (1524–1603) - Jan Kochanowski (1530–1584), Laments - Piotr Skarga (1536–1612) - Bartosz Paprocki (1543?–1614), historiògraf, genealogista - Szymon Szymonowic (1558–1629) - Daniel Naborowski (1573–1640) - Maciej Kazimierz Sarbiewski (1595–1640) |

## Barroc
La literatura en el període del barroc polonès (between 1620 and 1764) va estar influenciada de manera significativa per la gran popularització de les escoles secundàries jesuïtes, que oferien una educació basada en els clàssics llatins com a part d'una preparació per a una carrera política. Els estudis de poesia requerien el coneixement pràctic de l'escriptura de poemes llatins i polonesos, la qual cosa va augmentar radicalment el nombre de poetes i versificadors a tot el país. També van prosperar alguns escriptors excepcionals en el terreny de l'educació humanística: Piotr Kochanowski (1566–1620) va traduir l'obra de Torquato Tasso Jerusalem alliberada; Maciej Kazimierz Sarbiewski, un poeta llorejat, es va donar a conèixer entre les nacions europees com a Horatius christianus  (Horaci cristià) pels seus escrits en llatí; Jan Andrzej Morsztyn (1621–1693), un cortesà epicuri i diplomàtic, va exaltar en els seus sofisticats poemes els valors de les delícies terrenals;; i Wacław Potocki (1621–1696), l'escriptor més productiu del barroc polonès, va unificar les opinions típiques del szlachta polonès amb reflexions més profundes i experiències existencials.

### Autors destacats
- Krzysztof Opaliński
- Jan Andrzej Morsztyn
- Stanisław Herakliusz Lubomirski
- Wacław Piotr Rzewuski
- Jan Stanisław Jabłonowski

| - Sebastian Grabowiecki (1543–1607) - Mikołaj Sęp Szarzyński (1550–1581), Rymy - Kasper Miaskowski (1550?–1622) - Piotr Kochanowski (1566–1620) - Daniel Naborowski (1573–1640) - Hieronim Morsztyn (1581–1623) - Szymon Starowolski (1588–1656) - Kasper Twardowski (ca. 1592–ca. 1641), Lekcyje Kupidynowe (Lliçons de Cupid) - Maciej Kazimierz Sarbiewski (1595–1640) - Józef Bartłomiej Zimorowic (1597–1677) - Samuel Twardowski (1600?–1661) - Szymon Zimorowic (1608?–1629), Roksolanki |  | - Krzysztof Opaliński (1611–1655) - Łukasz Opaliński (1612–1666) - Jan Andrzej Morsztyn (1621–1693), principal poeta del barroc polonès - Wacław Potocki (1621–1696), Wojna Chocimska - Zbigniew Morsztyn (Morstyn, 1628?-1689) - Stanisław Grochowski (1633–1645) - Jan Chryzostom Pasek (1636–1701), Pamietniki (memòries) - Jan z Kijan (Dzwonowski?, principis del 1600) - Stanisław Herakliusz Lubomirski (1642-1702) - Jan Stanisław Jabłonowski (1669-1731) - Wacław Piotr Rzewuski (1706-1779) |

## Il·lustració
El període de la Il·lustració a Polònia va començar en els anys 1730 i 40 i va aconseguir el seu punt màxim en la segona meitat del segle xviii durant el regnat del l'últim rei de Polònia, Estanislau August Poniatowski.Va entrar en fort declivi amb la tercera i última Partició de Polònia (1795), que fou seguida de la destrucció política, cultural i econòmica del país, i conduí a la Gran Emigració de les elits poloneses. La Il·lustració va acabar al voltant de 1822, i va ser reemplaçada pel Romanticisme a Polònia al país i a l'estranger.
Un dels principals poetes de la Il·lustració polonesa fou Ignacy Krasicki (1735 i 1801), conegut localment com "el príncep dels poetes" i "La Fontaine de Polònia, autor de la primera novel·la polonesa anomenada Aventures de Nicolau Experiència, polonès: Mikołaja Doświadczyńskiego przypadki; fou també dramaturg, periodista, enciclopedista i traductor del francès i del grec. Un altre escriptor destacat de l'època fou Jan Potocki (1761-1815), un noble polonès, egiptòleg, lingüista, i aventurer, les memòries de viatges del qual el van fer llegendari a la seva pàtria. Fora de Polònia és conegut principalment per la seva novel·la El manuscrit trobat a Saragossa. Construïda segons la tècnica del relat emmarcat o mise en abyme, amb històries dins d'històries que es ramifiquen i barregen, a la manera de Els contes de Canterbury, el Decameró o Les mil i una nits, l'obra va ser començada en 1797 i publicada en dues parts. L'autor hi va treballar fins a completar-la poc abans del seu suïcidi.

### Autors destacats
- Stanisław Leszczyński
- Elżbieta Drużbacka
- Isabela Czartoryska
- Franciszek Zabłocki
- Jędrzej Śniadecki

| - Stanisław Leszczyński (1677–1766), "Głos wolny..." - Elżbieta Drużbacka (1695?–1765) - Stanisław Konarski (1700–1773), "O skutecznym rad sposobie" - Barbara Sanguszko (1718-1791) - Franciszek Bohomolec (1720–1784), revista Monitor - Stanisław August Poniatowski (1732–1798) - Adam Naruszewicz (1733–1796) - Ignacy Krasicki (1735–1801), Faules i paràboles - Onufry Kopczyński (1736–1817) - Stanisław Trembecki (1739–1812) - Franciszek Salezy Jezierski (1740–1791) - Franciszek Karpiński (1741–1825) - Jan Piotr Norblin (1745–1830) - Izabela Czartoryska (1746–1835), Museu Czartoryski | - Franciszek Kniaźnin (1750–1807) - Hugo Kołłątaj (1750–1812), Kuźnica Kołłątajowska - Franciszek Zabłocki (1754–1821), Towarzystwo do Ksiąg Elementarnych - Stanisław Staszic (1755–1826), Constitució de 1791 - Jan Śniadecki (1756–1830) - Julian Ursyn Niemcewicz (1758–1841), Constitució de 1791 - Jakub Jasiński (1759–1794) - Tadeusz Czacki (1765–1813), Towarzystwo Przyjaciół Nauk - Jędrzej Śniadecki (1768–1838), primer llibre de text de química en polonès - Samuel Linde (1771–1847), Towarzystwo do Ksiąg Elementarnych - Józef Maksymilian Ossoliński, Ossolineum - Andrzej Stanisław Załuski i Józef Załuski, Biblioteca Załuski |

## Romanticisme
A causa de les particions realitzades pels imperis veïns -que van acabar amb l'existència de l'estat sobirà polonès el 1795-, el romanticisme polonès, a diferència del romanticisme a tot Europa, fou en gran part un moviment d'independència contra l'ocupació estrangera, i expressava els ideals i la manera de vida tradicional del poble polonès. El període del Romanticisme a Polònia va acabar amb la supressió tsarista de l'aixecament de gener de 1863, marcada per execucions públiques dels russos i deportacions a Sibèria.
La literatura del Romanticisme polonès es divideix en dos períodes diferents, definits per insurgències: la primera al voltant de 1820-1830, acaba amb la revolta polonesa del 1830; i la segona entre 1830 i 1864, dona lloc al positivisme a Polònia. En el primer període, els romàntics polonesos estigueren fortament influïts per altres romàntics europeus: el seu art presentava emocionalisme i imaginació, folklore, vida rural, així com la propagació dels ideals de la independència. Els escriptors més famosos de l'època foren: Adam Mickiewicz, Seweryn Goszczyński, Tomasz Zan i Maurycy Mochnacki. En el segon període (després de l'aixecament de gener, molts romàntics polonesos van treballar a l'estranger, sovint desterrats del sòl polonès pel poder ocupant. La seva obra va quedar dominada pels ideals de la llibertat i la lluita per recuperar la sobirania perduda del seu país. Els elements del misticisme es van fer més destacats. També, en aquest període, es va desenvolupar la idea del "poeta-wieszcz" (el bard de la nació). El wieszcz funcionava com a líder espiritual per al poble oprimit. El poeta més destacat entre els principals bards del romanticisme, també reconegut en ambdós períodes, fou Adam Mickiewicz. Els altres dos poetes nacionals foren Juliusz Słowacki i Zygmunt Krasiński.

### Autors destacats
- Adam Mickiewicz
- Seweryn Goszczyński
- Józef Bohdan Zaleski
- Juliusz Słowacki
- Zygmunt Krasiński

| - Maria Wirtemberska (1768–1854) - Adam Jerzy Czartoryski (1770–1861) - Antoni Gorecki (1787–1861) - Aleksander Fredro (1791–1876), Zemsta - Kazimierz Brodziński (1791–1835) - Henryk Rzewuski (1791–1866) - Antoni Malczewski (1793–1826) - Jan Czeczot (1796–1846) - Tomasz Zan (1796–1855) - Klementyna Hoffmanowa (1798–1845) - Adam Mickiewicz (1798–1855), Dziady, Pan Tadeusz - Franciszek Salezy Dmochowski (1801–1871) - Seweryn Goszczyński (1801–1876) - Józef Bohdan Zaleski (1802–1886) - Maurycy Mochnacki (1803–1834) |  | - Michał Czajkowski (1804–1886) - Lucjan Siemieński (1807–1877) - Wincenty Pol (1807–1882) - Juliusz Słowacki (1809–1849), Balladyna, Kordian - Zygmunt Krasiński (1812–1859), Nie-boska Komedia - Józef Ignacy Kraszewski (1812–1887), Stara baśń - Gustaw Ehrenberg (1818–1895) - Narcyza Żmichowska (1819–1876) - Cyprian Kamil Norwid (1821–1883), Vade-mecum - Teofil Lenartowicz (1822–1893) - Władysław Syrokomla (1823–1862) - Kornel Ujejski (1823–1897) - Teodor Tomasz Jeż (1824–1915) - Mieczysław Romanowski (1834–1863) - Jadwiga Łuszczewska (1834–1908) |

## Positivisme
Després del fracàs de l'aixecament de gener de 1863 contra l'ocupació de la Rússia Imperial, el nou període de positivisme a Polònia - que va prendre el seu nom de la filosofia del positivisme d'Auguste Comte - va advocar per l'escepticisme i l'exercici de la raó. Les qüestions que tocaven els escriptors positivistes de Polònia giraven entorn de l'anomenat "treball orgànic", polonès: praca organiczna, que incloïa l'establiment de drets civils per a tots els membres de la societat, incloent les feministes; l'assimilació cultural de la minoria jueva de Polònia; i la defensa de la població polonesa, a la part de Polònia governada per Alemanya, contra la Kulturkampf i el desplaçament de la població polonesa pels colons alemanys. Els escriptors van treballar per educar la gent en un patriotisme constructiu, que permetria a la societat polonesa de funcionar com un "organisme social" totalment integrat, independentment de circumstàncies adverses. El període positivista de Polònia va durar fins a principis del segle XX i l'arribada del moviment Jove Polònia.

### Autors destacats
- Narcyza Żmichowska
- Edmund Chojecki
- Eliza Orzeszkowa
- Henryk Sienkiewicz
- Bolesław Prus

| - Narcyza Żmichowska (1819–76), precursora del feminisme a Polònia - Edmund Chojecki (1822–99) - Maria Ilnicka (1825 or 1827–97) - Józef Szujski (1835–83) - Michał Bałucki (1837–1901) - Adam Asnyk (1838–97) - Adolf Dygasiński (1839–1902) - Eliza Orzeszkowa (1841–1910), Nad Niemnem |  | - Maria Konopnicka (1842–1910), Rota - Henryk Sienkiewicz (1846–1916), Quo vadis?; Premi Nobel de Literatura, 1905 - Bolesław Prus (1847–1912), La nina, Faraó - Kazimierz Zalewski (1849–1919) - Aleksander Świętochowski (1849–1938) - Gabriela Zapolska (1857–1921) - Maria Rodziewiczówna (1863–1944) |

## Jove Polònia (1890-1918)
El període modernista conegut com a moviment Jove Polònia en les arts visuals, la literatura i la música polonesa, va començar a existir cap al 1890 i va concloure amb la recuperació de la independència (1918). El període es va basar en dos conceptes. La seva primera etapa es va caracteritzar per una forta oposició estètica als ideals del seu propi predecessor (promovent el "treball orgànic" davant l'ocupació estrangera). Els artistes que van seguir aquesta filosofia inicial de la Jove Polònia creien en el moviment decadent, el simbolisme, el conflicte entre els valors humans i la civilització i l'existència de l'art per l'art. Entre els autors destacats que van seguir aquesta tendència s'inclouen Kazimierz Przerwa-Tetmajer, Stanisław Przybyszewski i Jan Kasprowicz. La ideologia posterior va sorgir juntament amb els trastorns sociopolítics d'Europa, com la Revolució de 1905 contra Nicolau II de Rússia, la dissolució de la unió entre Noruega i Suècia en 1905. la Primera Crisi Marroquina i altres. Fou una continuació del romanticisme a Polònia, sovint anomenat neorromanticisme. Els artistes i escriptors que seguien aquesta idea van abastar una gran varietat de temes: des del sentit de la missió personal d'un polonès, exemplificat per la prosa de Stefan Żeromski, a través de la condemna de la desigualtat social en les obres de Władysław Reymont i Gabriela Zapolska, en les crítiques a la societat polonesa i a la història revolucionària polonesa de Stanisław Wyspiański. El 1905, Henryk Sienkiewicz va rebre el Premi Nobel de Literatura pel conjunt de la seva obra èpica.

### Autors destacats[11]
- Wacław Sieroszewski
- Władysław Reymont
- Stanisław Wyspiański
- Tadeusz Boy-Żeleński
- Leopold Staff

| - Wacław Sieroszewski (1858–1945) - Jan Kasprowicz (1860–1926) - Antoni Lange (1863–1929) - Stefan Żeromski (1864–1925), Przedwiośnie (trilogia) - Franciszek Nowicki (1864–1935) - Kazimierz Przerwa-Tetmajer (1865–1940) - Władysław Reymont (1867–1925), Chłopi, Premi Nobel de Literatura, 1924 |  | - Stanisław Wyspiański (1869-1907) - Tadeusz Miciński (1873–1918) - Tadeusz Rittner (1873–1921) - Tadeusz Boy-Żeleński (1874–1941), Zielony Balonik - Władysław Orkan (1875–1930) - Wacław Berent (1878–1940) - Leopold Staff (1878–1957) |

## Període d'entreguerres (1918–39)
La literatura de la Segona República Polonesa (1918-1939) engloba un període curt, tot i que excepcionalment dinàmic, en la consciència literària polonesa. La realitat sociopolítica ha canviat radicalment amb el retorn de la independència a Polònia. En gran part, allò derivat d'aquests canvis fou el desenvolupament col·lectiu i sense obstacles de programes per a artistes i escriptors. Es van produir noves tendències avantguardes. El període, que abasta només vint anys, estigué ple d'individus notables que es veien com a exponents del canvi de la civilització europea, incloent-hi Tuwim, Witkacy, Gombrowicz, Miłosz, Dąbrowska i Nałkowska (PAL). Tots ells van contribuir a un nou model de la cultura polonesa del segle XX fent-se ressò del seu propi llenguatge de la vida quotidiana.
Les dues dècades del període d'entreguerres van estar marcades per un ràpid desenvolupament en el camp de la poesia, indivisa i sense minves per primera vegada en més d'un segle. De 1918 a 1939, la introducció gradual i successiva de noves idees va donar lloc a la formació de tendències separades i diferents. La primera dècada de la poesia polonesa fou clara, constructiva i optimista; a diferència de la segona dècada marcada per visions fosques de la imminent guerra, els conflictes interns dins de la societat polonesa i el creixent pesimisme. Tot i així, tot el període era increïblement ric. El 1933, es va fundar l'Acadèmia polonesa de literatura per un decret del Consell de Ministres de la República (Rada Ministrów RP); com la més alta autoritat formativa d'opinió al país; fou guardonada amb el Llorer d'Or i el de Plata, polonès: Złoty, i Srebrny Wawrzyn, els dos honors nacionals més importants per a les contribucions a la literatura fins a la invasió de Polònia el 1939. Un dels poetes més destacats del període d'entreguerres fou Bolesław Leśmian (membre de la PAL), la personalitat creadora del qual es va desenvolupar abans de 1918, i va influir en gran manera en les dues dècades del període d'entreguerres (fins a la seva mort el 1937). La vida literària dels seus contemporanis es va centrar principalment en els temes de la independència. Tots els poetes polonesos van tractar el concepte de llibertat amb extrema seriositat, i moltes de les obres patriòtiques van sorgir en aquell moment, per no parlar d'una variant particular d'un culte poètic a Piłsudski.

### Autors destacats
- Stanisław Ignacy Witkiewicz
- Maria Dąbrowska
- Bruno Schulz
- Jarosław Iwaszkiewicz
- Witold Gombrowicz

| - Andrzej Strug (1871–1937) - Ferdynand Antoni Ossendowski (1876–1945), Lenin: Déu dels ateus - Bolesław Leśmian (ca. 1877–1937), PAL - Kornel Makuszyński (1884–1953), Koziołek Matołek, PAL - Stanisław Ignacy Witkiewicz (1885–1939), Nienasycenie - Maria Dąbrowska (1889–1965) - Zofia Kossak-Szczucka (1890–1968), Krzyżowcy (trilogia) - Maria Pawlikowska-Jasnorzewska (1891–1945) - Bruno Schulz (1892–1942), Sanatorium Pod Klepsydrą ("El sanatori de la clepsidra") - Julian Tuwim (1894–1953) - Kazimierz Wierzyński (1894–1969), PAL |  | - Jarosław Iwaszkiewicz (1894–1980) - Stanisław Młodożeniec (1895–1959) - Antoni Słonimski (1895–1976) - Jan Lechoń (1899–1956) - Maria Kuncewiczowa (1899–1989) - Jan Brzechwa (1900–1966) - Aleksander Wat (1900–1967) - Bruno Jasieński (1901–1938) - Julian Przyboś (1901–1970) - Józef Mackiewicz (1902–1985) - Witold Gombrowicz (1904–1969), Ferdydurke - Stefan Grabinski (1887–1936) - Karol Irzykowski (1873-1944) |

## Segona Guerra Mundial
En els anys de l'ocupació alemanya i soviètica de Polònia, tant el treball dels escriptors polonesos com la vida artística i literària es van veure amenaçats dramàticament. es va perdre tota publicació legal o activitat creativa; les institucions relacionades amb la literatura, les editorials, les associacions, les escoles secundàries i les escoles superiors es van veure obligades a cessar les seves activitats. L'ambient literari dels escriptors es va dispersar caòticament: alguns estaven en camps de concentració, camps de treball, guetos, deportats a una altra regió del país; alguns van emigrar (Tuwim, Wierzyński), molts més es van unir a les files del moviment de resistència clandestí polonès (Baczyński, Borowski, Gajcy). Els que es van quedar al país es van dedicar a organitzar la vida literària de forma clandestina: per exemple, reunions o nits de poesia - reunions d'escriptors en pisos per debatre i llegir poesia i publicacions. Les ciutats on aquestes reunions es van dur a terme amb més freqüència foren Varsòvia, Cracòvia i Lviv. Els escriptors van participar en la creació de premsa clandestina (de les 1.500 publicacions clandestines a Polònia, unes 200 estaven dedicades a la literatura). Gran part dels escriptors i poetes van lluitar a l'exèrcit polonès a l'exili, o es van associar amb el moviment clandestí de resistència militar o civil al país. La generació dels "Kolumbs", nascuda al voltant de 1920, va estar activa durant la insurrecció de Varsòvia.

### Autors destacats
- Zofia Nałkowska
- Tadeusz Różewicz
- Tadeusz Borowski
- Wisława Szymborska
- Jerzy Ficowski

| - Zofia Nałkowska (1884–1954), Els medallons - Melchior Wańkowicz (1892–1974), Bitwa o Montecassino - Krystyna Krahelska (1914–1944) - Gustaw Herling-Grudziński (1919–2000), Inny świat - Krzysztof Kamil Baczyński (1921–1944) - Tadeusz Różewicz (1921–2014) |  | - Tadeusz Gajcy (1922–1944) - Tadeusz Borowski (1922–1951), Pożegnanie z Marią - Miron Białoszewski (1922–1983) - Wisława Szymborska (1923–2012), Premi Nobel de Literatura, 1996 - Zbigniew Herbert (1924–1998) - Jerzy Ficowski (1924–2006) |

## Literatura contemporània
El període inicial de la literatura contemporània polonesa és controvertit. Segons alguns crítics i historiadors de la literatura (incloent Piotr Kuncewicz), la literatura polonesa contemporània s'hauria de comptar des de 1918, ja que és el moment en què Polònia va recuperar la seva independència. Per a d'altres, tanmateix, la literatura contemporània comença a partir de 1939. La majoria, però, de posicions i treballs científics assumeixen que la literatura contemporània s'ha de comptar des de 1945.
La literatura contemporània no és ni ha estat uniforme, sinó que, de manera similar a la situació política de Polònia després de la Segona Guerra Mundial, ha experimentat nombroses metamorfosis i canvis, sovint anàlegs als canvis polítics que s'han produït a l'estat polonès. Una de les seves característiques, especialment en els anys 1945-1989, va ser la divisió en literatura nacional i emigrada. Aquesta classificació està relacionada amb l'estada a l'estranger o amb l'emigració d'alguns creadors que no van acceptar el règim vigent a Polònia durant aquest període.

### 1945-1956
La literatura polonesa després de la guerra és molt diversa. Al principi, un tema principal era el processament de la Segona Guerra Mundial; va dominar la creació literària durant més temps que a d'altres parts d'Europa, ja que molts autors havien lluitat activament en la resistència o havien estat empresonats en camps de concentració. Per exemple, Kornel Filipowicz, Zofia Posmysz i el conegut poeta i dramaturg Tadeusz Różewicz.
Les autoritats de llavors varen donar suport al desenvolupament de la cultura amb finalitats propagandístiques. Aviat, també es van prendre mesures per afegir la cultura a la ideologia comunista. El novembre de 1947, el president Bolesław Bierut en el tercer congrés del Sindicat d'Escriptors Polonesos polonès: Związek Zawodowy Literatów Polskich, abreujadament ZZLP, va iniciar una revolució cultural. Va obtenir el suport dels "activistes" del partit que hi havia al sindicat per atacar els "dèficits ideològics" de la literatura. Malgrat l'oposició dels escriptors catòlics (inclosos Stefan Kisielewski, Jerzy Zawieyski i altres), els comunistes van entrar als òrgans de direcció del ZZLP. En el següent congrés (gener de 1949), els comunistes Stefan Żółkiewski i Włodzimierz Sokorski van anunciar en els seus comunicats que "el realisme socialista" seria l'únic criteri d'avaluació. El comunista Leon Kruczkowski es va situar al capdavant del sindicat.
A causa de la situació política, que impossibilitava la publicació sense censura al país, molts escriptors només van poder continuar el seu treball, després de la Segona Guerra Mundial, a l'exili. Les obres de Witold Gombrowicz, Henryk Grynberg, Józef Mackiewicz, Czesław Miłosz, Marek Hłasko, Sławomir Mrożek i Leszek Kołakowski es van publicar per primer cop al diari parisenc de l'emigració Kultura. Els més controvertits d'ells no apareixerien a Polònia fins a la segona meitat de la dècada del 1980.
Gran part de la literatura polonesa escrita durant l'ocupació de Polònia només es va arribar a imprimir de la finalització de la Segona Guerra Mundial, incloent llibres de Nałkowska, Rudnicki, Borowski i altres.L'ocupació soviètica del país no va desanimar a emigrats i exiliats a tornar, especialment abans de l'arribada de l'estalinisme a Polònia. De fet, molts escriptors van intentar recrear l'escena literària polonesa, sovint amb un toc de nostàlgia per a la realitat de preguerra, incloent Jerzy Andrzejewski, autor de Popiół i diament ("Cendra i diamants"), on descriu (segons el disseny comunista) la resistència anticomunista a Polònia. La seva novel·la va ser adaptada al cinema una dècada més tard per Wajda. Els nous escriptors emergents de prosa com ara Stanisław Dygat i Stefan Kisielewski es van apropar a la catàstrofe de la guerra des de llur pròpia perspectiva. Kazimierz Wyka va encunyar el terme "novel·la límit", polonès: Pogranicze powieści per a la ficció documental.
La situació va començar a empitjorar dramàticament entre 1949 i 1950 amb la introducció del realisme socialista a Polònia pel ministre Sokorski, en representació del cada cop més violent règim comunista, que va comportar greus violacions de drets humans. En els anys 1944-1956, es van arrestar al voltant de 300.000 ciutadans polonesos, dels quals diversos milers van ser condemnats a llargues penes de presó. Hi va haver sis mil condemnes de mort dictades contra presos polítics, la majoria d'ells dutes a terme "en la majestuositat de la llei". En témer pels seus propis llocs de treball, molts escriptors associats amb l'imperi editorial Borejsza van abraçar la sovietització de la cultura polonesa. El 1953, el ZZLP, dirigit per Kruczkowski amb un munt de destacats signants, va declarar ple suport a la persecució de líders religiosos, duta a terme pel Ministeri de Seguretat Pública de Polònia. No hi va haver penes de mort, tot i que el pare Fudali va morir en circumstàncies inexplicables, així com altres 37 sacerdots i 54 frares ja abans de 1953.
De la mateixa manera, l'escriptor Kazimierz Moczarski de l'Armia Krajowa, torturat a la presó pels subordinats de Roman Romkowski durant diversos anys i condemnat a mort, va ser perdonat i alliberat només al final d'aquest període.

### 1956–1970
El 1956, Władysław Gomułka va iniciar la liberalització general i cultural en el VIII Plenari del Partit Obrer Unificat Polonès. Molts presos polítics van ser amnistiats. Els "petits realistes" del "present generacional", anomenats així per la revista "Współczesność"(1956-1971), es van convertir cada vegada més en el present polonès, com ara les greus contradiccions generacionals i els canvis al poble món. Aquest realisme també va portar característiques absurdes, cíniques o surrealistes. També s'ha d'entendre com una reacció a les difícils condicions de vida de l'època.
En el signe d'aquest pessimisme, en part també nihilisme, cinisme i escepticisme, es poden esmentar les obres de Jerzy Andrzejewski, Jarosław Iwaszkiewicz („Sława i chwała“ - "Fama i glòria", una trilogia de 1956-62 sobre la vida de tres generacions en un moment políticament convuls) i Marek Hłasko, l'anomenat James Dean polonès (1934–1969), que es va exiliar el 1958. Un contracorrent reviscolà contes de fades, mites i arquetips de la vida camperola en termes literaris. Així, per exemple, els llibres de Tadeusz Nowak i a continuació la novel·la Els camperols, polonès: Chłopi del premi Nobel polonès Reymont (1924).
Representants importants de la literatura de postguerra són també el poeta Miron Białoszewski, Ernest Bryll, Zbigniew Herbert i Julian Przyboś.
Stanisław Lem es va convertir en un dels autors més reconeguts internacionalment de la llengua polonesa amb les seves novel·les filosòfico-futurològiques de ciència-ficció ("Els astronautes", 1951 i "Solaris", 1961).
El novembre de 1967, es commemorava el cinquantenari de l'esclat de la Revolució d'Octubre,. En aquesta ocasió, es van organitzar nombrosos esdeveniments de propaganda, culturals i científics a tot el país. El Teatre Nacional de Varsòvia també tenia el seu lloc en les celebracions previstes. El seu director, Kazimierz Dejmek, va decidir en aquesta ocasió representar l'obra Dziady d'Adam Mickiewicz amb una posada en escena moderna.
L'estrena, que va tenir lloc després de l'aniversari de la Revolució (25 de novembre de 1967), no va satisfer el Departament de Cultura del Comitè Central del PZPR, i i, per tant, no es va permetre d'imprimir crítiques positives. Aquestes activitats només van augmentar l'interès en l'obra. Fins i tot es va escampar el rumor que les fotos de la representació de l'escenari havien estar reclamades per l'ambaixador soviètic Averki Aristov.Ja després de la primera interpretació, van sorgir disputes sobre el discurs antisoviètic. Preocupades per la seva percepció pública, les autoritats comunistes van ordenar, a mitjans de gener de 1968, que se suspengués la seva representació. La decisió va provocar les protestes que van iniciar els esdeveniments de març de 1968.

### Període de 1970 a 1989
Després de Edward Gierek fou nomenat Primer Secretari del Partit Obre Unificat Polonès, va començar de nou la liberalització cultural. La psicologia es va tornar més complexa, la supervivència de la "declarada-morta" religió també fou un dels temes. La sàtira es va convertir en un gènere d'ús freqüent.
Les obres en prosa, teatre i guions d'Ireneusz Iredyński tracten temes com ara la pèrdua, la solitud i la manipulació. En els anys 1970 i 1980, el focus de l'obra dels poetes Ewa Lipska i Jan Twardowski i el novel·lista Andrzej Szczypiorski, fou la qüestió de la convivència del poble polonès, alemany i jueu en nom de la nació o la religió davant del crim col·lectiu. La seva novel·la Początek ("Començament") va aparèixer per primera vegada a l'editorial parisenca d'exiliats Instytut Literacki.Després de la proclamació de la llei marcial Szczypiorski va ser internat temporalment el 1981/82. El novel·lista i dramaturg Remigiusz Napiórkowski (My z Hiroszimy 1972) se'va anar a Suècia el 1983.
També cal destacar el llorejat periodista i autor, controvertit a causa de la veracitat de la seva obra, Ryszard Kapuściński, els llibres de viatges del qual s'han traduït a 30 idiomes, i l'escriptor, guionista de televisió i periodista de Radio Free Europe Władysław Lech Terlecki, autor de novel·les i rondalles, incloent-ne d'històriques, sobre temàtica relacionada amb l'aixecament de gener

### Després de 1989
A la dècada del 1980, la literatura polonesa va produir talents que només van florir després dels canvis polítics del 1989. Aquests inclouen els dos autors de Gdańsk Paweł Huelle i Stefan Chwin, que continuen la tradició de la literatura de Gdańsk. A més, el període posterior a 1989 està marcat pel retorn dels exiliats com Czesław Miłosz i Sławomir Mrożek. Un punt destacat dels anys noranta en la literatura polonesa fou l'adjudicació del Premi Nobel de Literatura a la poetessa Wisława Szymborska el 1996. Les esperances literàries de les generacions més joves inclouen Andrzej Stasiuk, Olga Tokarczuk] i la jove Dorota Masłowska, que va néixer el 1983 i és, doncs, el primer autor destacat que va créixer a l'època postcomunista.
Un paper important en la més recent literatura polonesa el juguen els gèneres de ciència-ficció i fantasia. SuperNOWA i Fabryka Słów s'han distingit com els més destacats editors en aquest camp. Entre els seus autors més importants es poden esmentar Jacek Dukaj, Andrzej Sapkowski, Jacek Piekara, Rafał A. Ziemkiewicz, Andrzej Pilipiuk, Jarosław Grzędowicz, Feliks W. Kres. Cada any, s'atorga el prestigiós Premi Janusz A. Zajdel a la millor novel·la d'aquests dos gèneres literaris.

### Autors destacats de la postguerra
- Konstanty Ildefons Gałczyński
- Czesław Miłosz
- Stanisław Lem
- Ryszard Kapuściński
- Andrzej Sapkowski

- Stanisław Jerzy Lec (1909-1966)
- Gustaw Morcinek (1891–1963)
- Pola Gojawiczyńska (1896–1963)
- Aleksander Wat (1900–1967)
- Sergiusz Piasecki (1901–1964)
- Konstanty Ildefons Gałczyński (1905–1953)
- Jan Dobraczyński (1910–1994)
- Anna Świrszczyńska (1909-1984)
- Marek Hłasko (1934-1969)
- Czesław Miłosz (1911-2004), Premi Nobel de Literatura, 1980
- Kazimierz Brandys (1916–2000)
- Stanisław Lem (1921–2006)
- Tadeusz Konwicki (1926-2015)
- Andrzej Kijowski (1928–1985)
- Andrzej Bursa (1932–1957)
- Bogdan Czaykowski (1932–2007)
- Marek Krajewski (nascut el 1966)
- Joanna Bator (nascuda el 1968)
- Ryszard Kapuściński (1932–2007)
- Joanna Chmielewska (1932-2013)
- Halina Poświatowska (1935–1967)
- Janusz A. Zajdel (1938–1985)
- Jadwiga Staniszkis (nascuda el 1942)
- Rafał Wojaczek (1945–1971)
- Ewa Lipska (nascuda el 1945)
- Andrzej Sapkowski (nascut el 1948)
- Ryszard Legutko (nascut el 1949)
- Jerzy Pilch (nascut el 1952)
- Paweł Huelle (nascut el 1957)
- Andrzej Stasiuk (nascut el 1960)
- Olga Tokarczuk (nascuda el 1962)
- Jarosław Marek Rymkiewicz (nascut el 1935)
- Leopold Tyrmand (1920-1985)
- Wojciech Kuczok (nascut el 1972)
- Stanisław Barańczak (1946-2014)
- Michał Witkowski (nascut el 1975)

## Guanyadors delPremi Nobel de Literatura[36]
- Henryk Sienkiewicz
(1846–1916) -1905
- Władysław Reymont
(1865–1925) - 1924
- Isaac Bashevis Singer
(1902–91) - 1978, (jiddisch)
- Czesław Miłosz
(1911–2004) - 1980
- Wisława Szymborska
(1923–2012) - 1996
- Olga Tokarczuk -2019